# Opisthacanthus mossambicensis
Espèce
Opisthacanthus mossambicensis est une espèce de scorpions de la famille des Hormuridae.

## Distribution
Cette espèce est endémique de la province de Cabo Delgado au Mozambiquea. Elle se rencontre vers Nhica do Rovum. 

## Description
Le mâle paratype mesure 69,8 mm et la femelle paratype mesure 74,9 mm.

## Systématique et taxinomie
Cette espèce a été décrite par Lourenço et Ythier en 2024.

## Étymologie
Son nom d'espèce, composé de mossambic[a] et du suffixe latin -ensis, « qui vit dans, qui habite », lui a été donné en référence au lieu de sa découverte, le Mozambique.

## Publication originale
- Lourenço & Ythier, 2024 : « A new contribution to the genus Opisthacanthus Peters, 1861 and in particular to the African species of the subgenus Nepabellus Francke, 1974 with the description of a new species from Mozambique (Scorpiones: Hormuridae). » Serket, vol. 20, no 3, p. 205-214.